# 刘光才墓
刘光才墓，位于中国湖南省新宁县，是晚清原广西提督、贵州提督、江南提督刘光才的墓葬，于2011年被列为湖南省文物保护单位。

## 历史沿革
民国七年正月十二日（1918年2月22日），刘光才病逝，葬于今新宁县崀山紫霞峒景区内。
2003年7月，刘光才墓被公布为市级文物保护单位。2011年1月，刘光才墓被列为省级文物保护单位。

## 墓葬规制
刘光才墓位于巍峨的丹霞山中，背靠红瓦山，左、右分别连雷神殿、象鼻峰。墓葬占地200平方米，整体由丹霞石砌筑。墓台为石砌，边沿有高1.2米石栏。封土基座为石砌，高1.5米，饰以雕花。封土长6米、宽4米、高2.5米。封土前有青石墓碑高1.5米，刻篆体，记述墓主生卒年月及后裔；封土后有楷书刻墓志铭碑，青石质，高4米，饰以卷草及龙凤雕刻。封土后有高0.9米石雕屏风环绕。墓葬的台、柱、枋、碑、屏等构建饰以各种人物、珍禽异兽、花草虫鱼等图案浮雕。
紫霞庵位于刘光才墓左下侧200米处，与刘墓同时建造，1940年代焚毁，1995年修复，2011年与刘墓合并列入省保。庵堂建筑面积400平方米，主殿为木构架，单檐歇山顶，三开间，面宽12米，进深7米。